# Иванов, Михаил Герасимович
Михаил Герасимович Иванов (20 июля 1908 — 11 ноября 1995) — советский военный деятель, контр-адмирал, участник советско-финской и Великой Отечественной войн.

## Биография
Михаил Герасимович Иванов родился 20 июля 1908 года в деревне Хволово (Истринский район Московской области). В 1924 году был призван на службу в Военно-морской флот СССР. В 1931 году окончил Высшее военно-морское училище имени М. В. Фрунзе, в 1933 году — минный сектор Специализированных классов командного состава Военно-морских сил Красной Армии. Служил на различных судах Балтийского и Северного флотов. Участвовал в советско-финской войне, будучи командиром 1-го дивизиона эскадренных миноносцев Северного флота. После завершения боевых действий поступил на командный факультет Военно-морской академии имени К. Е. Ворошилова. В июле 1941 года окончил первый курс, после чего учёбу был вынужден прекратить из-за начавшейся Великой Отечественной войны.
Получил назначение на должность помощника начальника отдела морской группы при Главнокомандующем войсками Северо-Западного направления. Являлся ближайшим помощником адмирала И. С. Исакова по организационным вопросам — в частности, занимался формированием морских батальонов для обороны Ленинграда, эвакуацией населения блокадного города, оборудованием огневых позиций кораблей. С сентября 1941 года возглавлял оперативную часть Осиновецкого военного порта Ладожской военной флотилии, который приобрёл особое значение как конечный пункт «Дороги жизни» на Ладожском озере. С января 1942 года командовал 1-м дивизионом эскадренных миноносцев Балтийского флота. Корабли дивизиона Иванова несли вахту на Неве и Усть-Ижоре, систематически обстреливая укреплённые районы немецких войск, ведя контрбатарейную стрельбу, а затем успешно действовали во время прорыва блокады Ленинграда и операции по окончательному её снятию. Помимо боевой работы, занимался подъёмом затонувших кораблей, их восстановлением и введением в строй.
После окончания войны продолжал службу в Военно-морском флоте СССР. Командовал крейсером «Киров», затем был начальником штаба эскадры Северо-Балтийского флота, начальником штаба эскадры 8-го Военно-морского флота. В 1950 году окончил военно-морской факультет Высшей военной академии имени К. Е. Ворошилова, после чего был заместителем начальника кафедры общей тактики военно-морских сил Военно-морской академии имени К. Е. Ворошилова. С 1952 года служил в центральном аппарате Главного штаба Военно-морских Сил СССР. В 1954—1956 годах занимал должность первого заместителя начальника военно-морских учебных заведений Военно-морского флота СССР. В 1963—1966 годах был заместителем начальника Высшего военно-морского инженерного училища имени Ф. Э. Дзержинского. С октября 1966 года был прикомандирован к Министерству морского флота СССР в качестве капитана-наставника Балтийского государственного морского пароходства. В апреле 1970 года был уволен в запас. Умер 11 ноября 1995 года, похоронен на Серафимовском кладбище Санкт-Петербурга.

## Наградной лист
- Орден Ленина (15 ноября 1950 года);
- 3 ордена Красного Знамени (3 февраля 1944 года, 3 ноября 1944 года, 5 ноября 1954 года);
- Орден Нахимова 2-й степени (20 июня 1945 года);
- Орден Отечественной войны 1-й степени (6 апреля 1985 года);
- Орден Красной Звезды (16 марта 1938 года);
- Медаль «За оборону Ленинграда» и другие медали.